# Hail Hail Rock 'N' Roll
Hail Hail Rock 'N' Roll is een nummer van de Amerikaanse zanger Garland Jeffreys uit 1991. Het is de eerste single van zijn achtste studioalbum Don't Call Me Buckwheat, ook uit 1991. De titel is een citaat uit School days van Chuck Berry.
"Hail Hail Rock 'N' Roll" betekende de comeback van Garland Jeffreys in de muziekwereld, na negen jaar lang geen muziek meer te hebben uitgebracht. De plaat is een ode aan de rock-'n-rollmuziek. In de tekst worden dan ook namen van rock-'n-rolllegendes genoemd, bijvoorbeeld Chuck Berry, Bo Diddley, Elvis en Buddy Holly. De plaat flopte in Jeffreys' thuisland de Verenigde Staten, maar werd in Frankrijk, Zwitserland, Duitsland en het Nederlandse taalgebied wél een hit.
In Nederland was de plaat op vrijdag 11 oktober 1991 Veronica Alarmschijf op Radio 3 en werd een grote hit in de destijds twee hitlijsten op de nationale popzender. De plaat bereikte de 4e positie in de
Nederlandse Top 40 en de 8e positie in de Nationale Top 100.
In België bereikte de plaat de 13e positie in de Vlaamse Radio 2 Top 30 en de 14e positie in de Vlaamse Ultratop 50.
Opvallend was dat Jeffreys in de videoclip ook verwees naar de film The Jazz Singer, door gekleed als Al Jolson op te duiken.